# Pelourinho de Couto de Esteves

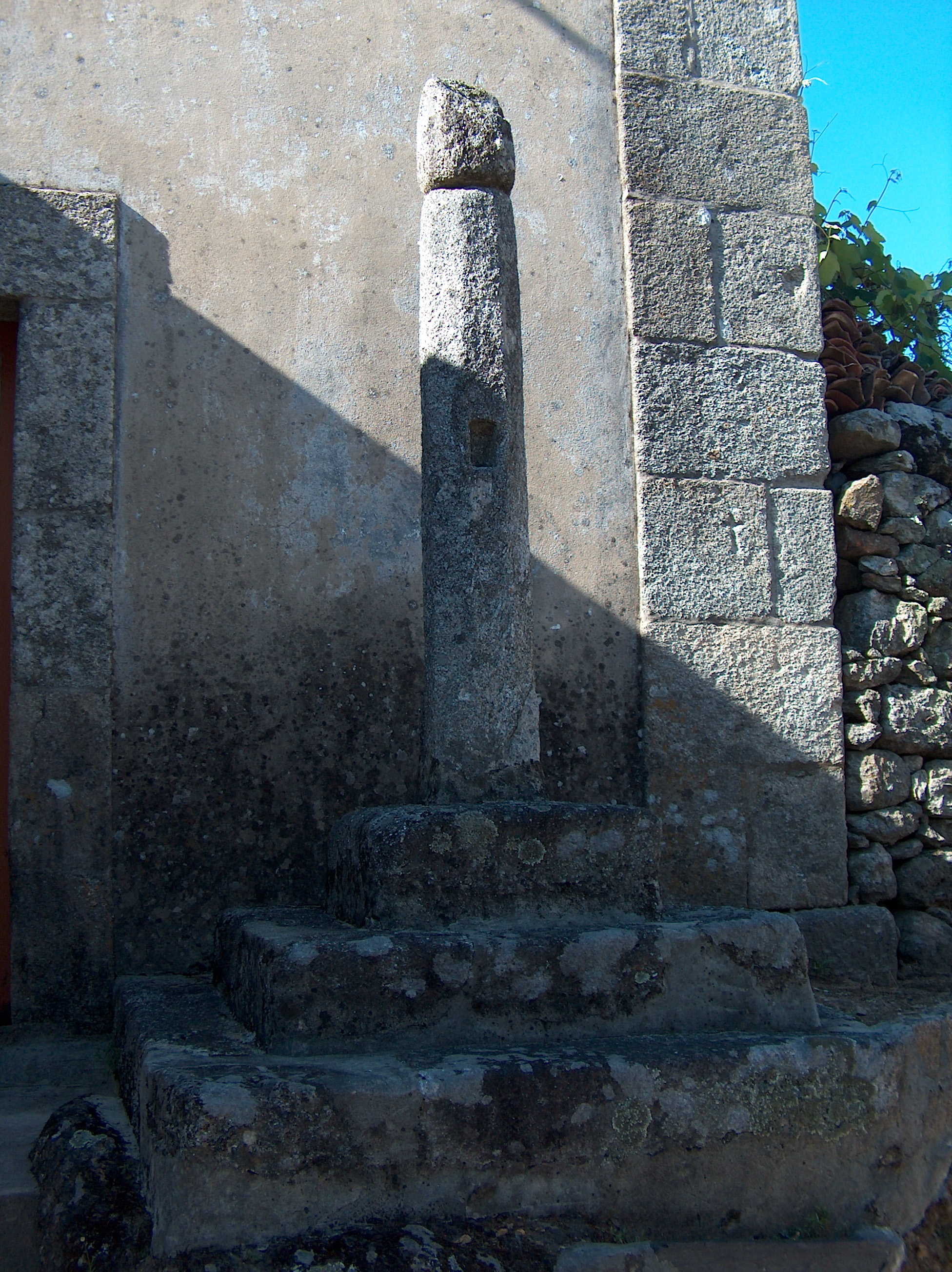
Pelourinho de Couto de Esteves.

O Pelourinho de Couto de Esteves localiza-se na freguesia de Couto de Esteves, no município de Sever do Vouga, distrito de Aveiro, em Portugal.
Encontra-se classificado como Imóvel de Interesse Público desde 11 de outubro de 1933.

## História
Este pelourinho está junto aos antigos Paços Municipais e acredita-se que a sua construção date do início do século XVI.

## Características
Edificado em granito, ergue-se sobre uma base com três degraus quadrangulares, sobre a qual assenta um fuste hexagonal, quase cilíndrico e no qual é possível observar cavidades para chumbos de corrente. Sobre a coluna apresenta-se um capitel simples, em forma de bola alongada.